# Gayang-dong, Daejeon
Gayang-dong (koreanska: 가양동) är en stadsdel i staden Daejeon i den centrala delen av Sydkorea, 140 km söder om huvudstaden Seoul. Den ligger i stadsdistriktet Dong-gu.

## Indelning
Administrativt är Gayang-dong indelat i:
| Namn    | Namn              | Yta km² | Invånare 31 dec 2020 |
| ------- | ----------------- | ------- | -------------------- |
| 가양1동 | Gayang 1(il)-dong | 1,03    | 14 312               |
| 가양2동 | Gayang 2(i)-dong  | 1,68    | 18 615               |